# 山村新
山村 新（やまむら あらた、1886年（明治19年）3月13日 - 1954年（昭和29年）1月26日）は、大日本帝国陸軍軍人。最終階級は陸軍少将。

## 経歴
大分県出身。陸軍士官学校第18期卒業。1924年（大正13年）3月に陸軍砲兵少佐に進級し、同年9月時点で陸軍造兵廠廠員の任にあった。1927年（昭和2年）3月に陸軍兵器本廠附兼陸軍省整備局課員に転じ、1928年（昭和3年）8月に陸軍砲兵中佐進級と同時に陸軍科学研究所附となり、1930年（昭和5年）3月に陸軍砲工学校教官に転じた。1931年（昭和6年）8月に旅順重砲兵大隊長（旅順要塞司令部）に着任した。満州事変勃発後には旅順より奉天に四五式二十四糎榴弾砲を持ち込み、東大営に3発撃ちこんだ。
1933年（昭和8年）8月1日、陸軍砲兵大佐進級と同時に第12師団兵器部長に就任し、1934年（昭和9年）3月に下関重砲兵連隊長（下関要塞司令部）に転じた。1937年（昭和12年）8月2日、陸軍少将進級と同時に待命となり、8月22日に予備役に編入された。